# ロンド (オフコースの曲)
「ロンド / 思い出を盗んで」（ロンド おもいでをぬすんで）は、1977年11月20日に発売されたオフコース通算12枚目のシングル。

## 解説
「ロンド」は日本テレビ系ドラマ『ひまわりの家』主題歌として制作された、鈴木康博のオフコースでの最後のシングルA面曲。「もともと、母を語るには40、50歳になった頃の方が実感として分かるはずであり、それまでは母親を主題とした曲は書かないと考えていた頃にこの依頼があり、半ば仕方なく書いた」と、後に鈴木は語っている。また、『BeSide』のセルフライナーでは「当時この曲はこれからのオフコースに合わないと言って、置いてきぼりにされた曲です。でも僕はこの曲はすきだった」と記している。このシングルについて武藤敏史は「正攻法だけではより早く、より多くのファンを獲得することはむずかしい。そのためには多少味付けが必要だ。つまりCMやテレビドラマと結びつけたり、流行を取り入れたりすることも必要だという考えの終着点として出された作品だと言える。しかし、結果的にオフコースの場合、この時期、既に急激な上昇期に入っていて、もうこうした小細工が必要でないことを逆に証明するレコードになったとも言えそうだ」と語っている。鈴木は、後にソロ・デビュー10周年記念スペシャル・アルバム『あなたとともに〜10th Anniversary』をはじめ、『BeSide』と『FORWARD』にてそれぞれ、セルフ・カヴァーしている。
「思い出を盗んで」は『JUNKTION』からのシングルカット曲で、アルバム収録曲と同内容。大間ジローによれば、第一間奏のドラムフレーズはスタジオだけでなく家に持ち帰ってまで考え抜いて作り上げたもので、大間にとってオフコース時代の特に思い出深い一曲だという。
ジャケット写真は箱根で撮影された。

## 収録曲

### SIDE A
1. ロンド   RONDE  –  (2'57")
  - 作詩[注釈 7] · 作曲：鈴木康博、編曲：オフコース、ストリングス編曲：鈴木康博
  - 日本テレビ系ドラマ『ひまわりの家』[注釈 1]主題歌
  - アルバム未収録曲

### SIDE B
1. 思い出を盗んで   OMOIDE O NUSUNDE  –  (3'52")
作詩[注釈 7] · 作曲：小田和正、編曲：オフコース

## スタッフ
- プロデュース：武藤敏史、鈴木康博、小田和正

## リリース日一覧
| 地域 | タイトル                | リリース日     | レーベル                        | 規格               | カタログ番号 | 備考 |
| ---- | ----------------------- | -------------- | ------------------------------- | ------------------ | ------------ | --- |
| 日本 | ロンド / 思い出を盗んで | 1977年11月20日 | EXPRESS ⁄ TOSHIBA EMI           | 7"シングルレコード | ETP-10343    | 「ロンド」はアルバム未収録、「思い出を盗んで」はアルバム『JUNKTION』からのリカット。 |
| 日本 | ロンド / 思い出を盗んで | 2020年6月3日   | USM JAPAN ⁄ UNIVERSAL MUSIC LLC | CD                 | UPCX-4233    | デビュー・シングル『群衆の中で / 陽はまた昇る』からラスト・シングル『夏の別れ / 逢いたい』までを収録した全36枚組CD BOX『コンプリート・シングル・コレクションCD BOX』(UPCY-9918)の中の1タイトル。発表当時のアナログ7インチ・シングルのアートワークを再現した12cm紙ジャケット仕様CD。 |